# 佐賀枝弘子
佐賀枝 弘子（さがえ ひろこ、1932年 - 2003年）は、真宗大谷派教師で、榮明寺（富山県魚津市）の第19世坊守を務めた。

## 略歴
現在の新潟市南区味方にある浄土真宗本願寺派常敬寺の長女として生まれる。大谷大学文学部卒業後に結婚する。1956年から1965年まで、中外日報社編集局に勤務した。
1970年に夫の自坊である榮明寺へ帰り、1980年に坊守となる。1990年、真宗大谷派坊守会連合通信編集長に就任。2003年、行年71で示寂。

## 著書
- 絵本『れんにょさま』東本願寺出版
- 御文講座『女人成仏の御文』法蔵館